# Ansitz Gasthofgut

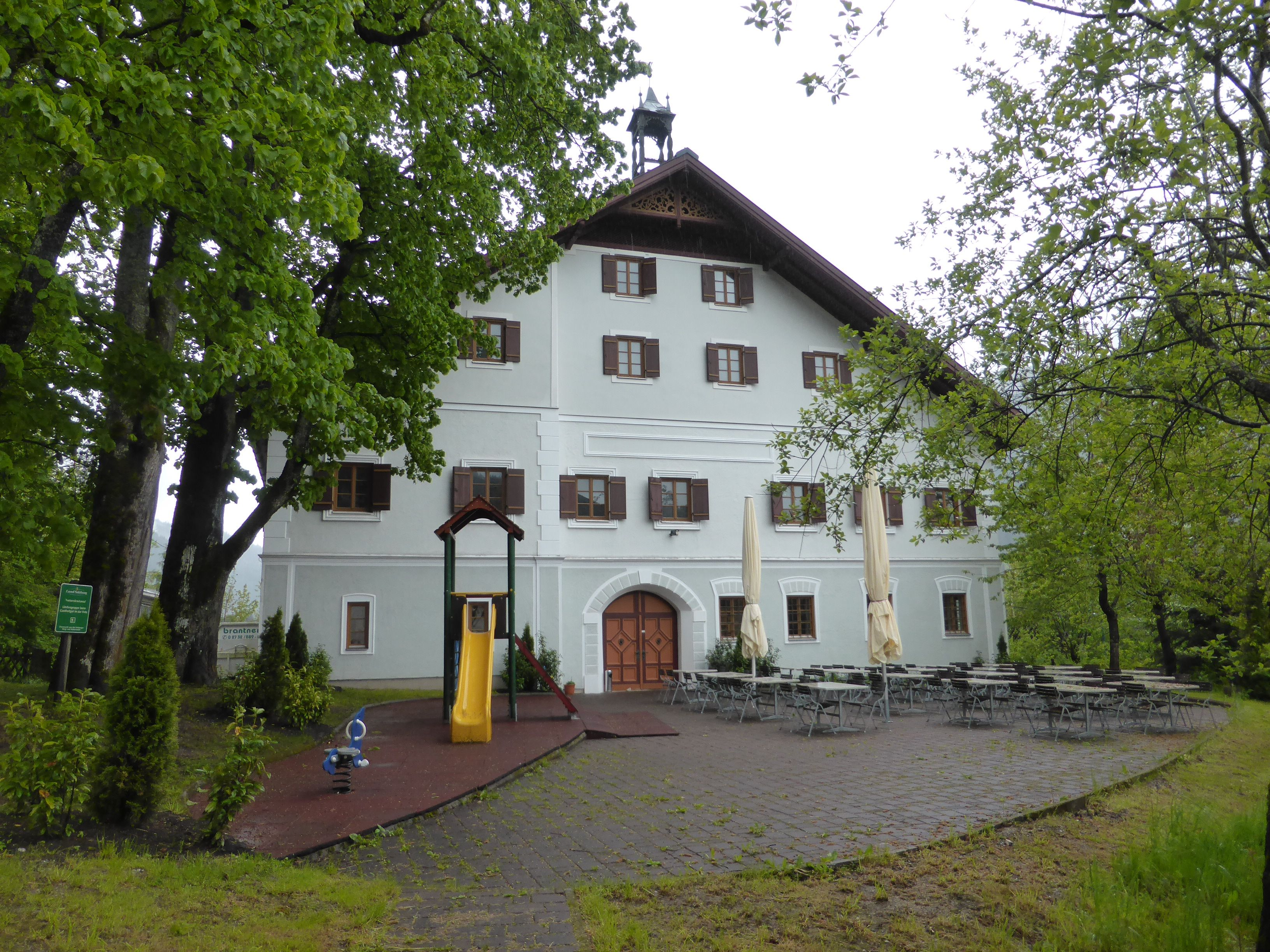
Ansitz Gasthofgut

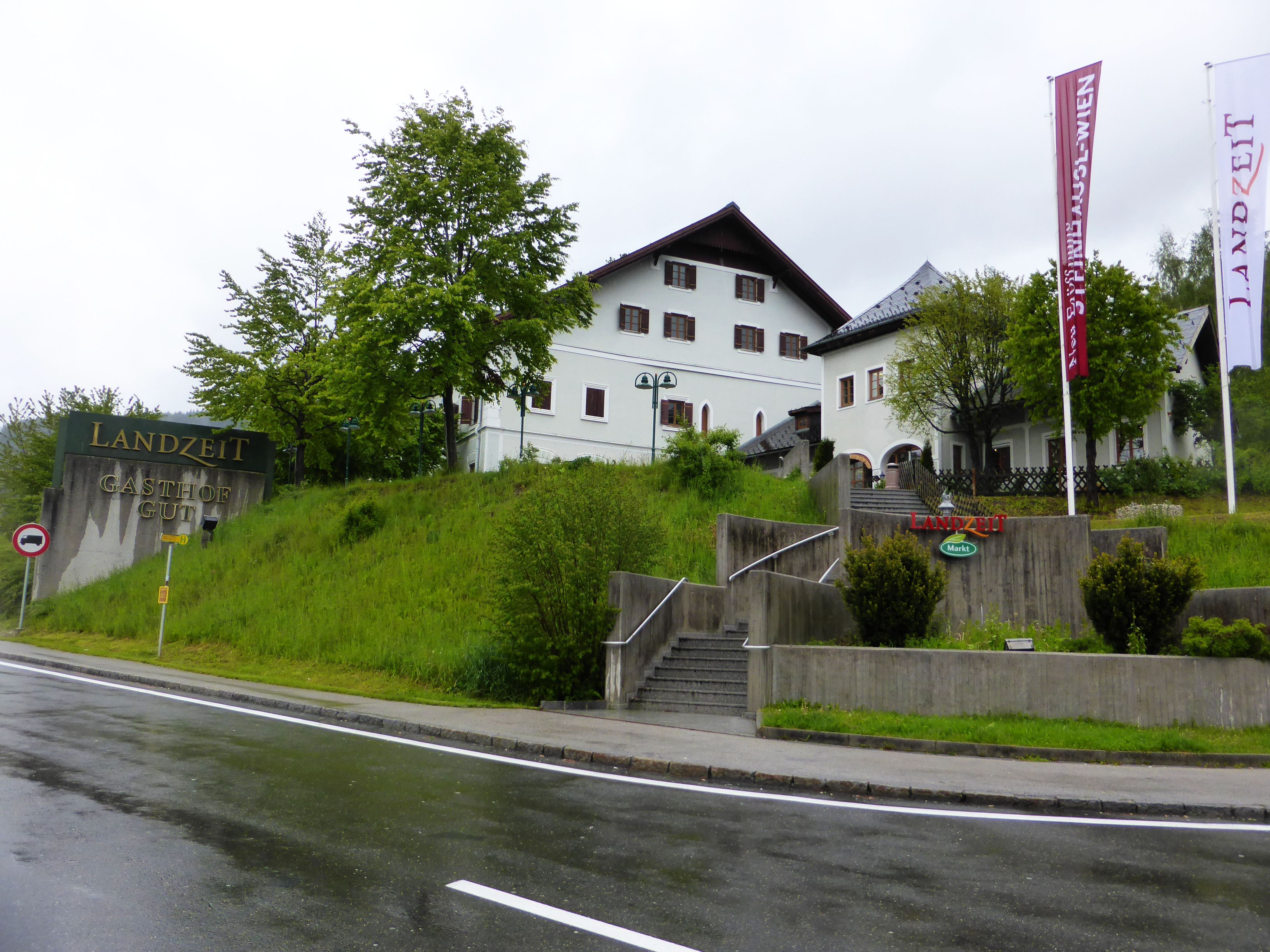
Heutige Raststation Gasthofgut

Der Ansitz Gasthofgut (auch Gasthof in der Fritz genannt) liegt in der Gemeinde Eben im Pongau im Bezirk St. Johann im Pongau des Landes Salzburg (Ortsteil Gasthofberg). Das Gasthofgut war einst eine Urbarpropstei des Stifts Admont, heute ist in ihm eine Autobahnraststätte und in dem ehemals dazugehörigen Fürstenkasten das Tauernautobahnmuseum eingerichtet.

## Geschichte
Bereits im 8. Jahrhundert erhielt das Bistum von Salzburg von den bayerischen Herzögen der Agilolfinger große Waldgebiete im Pongau geschenkt. Erzbischof Gebhard stattete das von ihm gegründete Stift Admont mit einem Teil dieses Besitztums aus. Dabei wird 1074 eine Scratengastei (abgeleitet von ahd. scrato =  Elfe,  Schratt) erwähnt, das spätere Gasthofgut. Für das neugewonnene Rodungsland richtete das Stift Admont einen eigenen Urbarpropst in der Fritz ein. Als erster Urbarpropst wird 1197 Albero von Schratengastei erwähnt. Unter dem Urbarpropst Eustach Jägermeister (1443–1462) wird hier eine Wirtsgerechtsame für Bier- und Weinausschank erworben. Ein Georg Perkhaimer (1484–1497) stiftete für die Hauskapelle einen gotischen Flügelaltar.
Zwischen 1513 und 1575 wurden die Ämter des erzbischöflichen Pflegers von Radstadt und des Urbarpropstes in der Fritz unter einem Graf zu Schernberg vereinigt. Christoph Graf bekam 1525 gegen eine Abgabe die Sohnesfolge gesichert. Ott Georg Graf ließ während seiner Amtszeit (1534–1564) die Baulichkeiten erneuern. Aufgrund der Verschuldung durch diese Umbauten musste das Stift Admont das Gasthofgut den Grafs überlassen. Schließlich war Admont gezwungen, die Propstei Fritz und ihr Amt im Lungau 1556 an das Hochstift Salzburg zu verpfänden und 1575 endgültig an Erzbischof Johann Jakob zu verkaufen. Die zugehörigen Güter wurden dem „erzbischöflichen Hofurbaramt Propstei Fritz“ einverleibt. Der Gasthof selbst und der zugehörige Kasten wurden als freies Eigen des Erzbischofs in eine Hofmeierei umgewandelt und von Pächtern bewirtschaftet. Pächter waren Augustin Felser (1575), Andrä Ainwöger, Thomas Wisperger, Thomas Schönrainer (1648) und Christian Schrotter (1678).
1695 wurde der Gasthof an Hans Laubichler verkauft. Der zugehörige Getreidekasten verblieb aber bis zur Grundentlastung von 1848 unter der Verwaltung der Hofkammer und diente als Zehentstadel und wird als Fürstenstadl bezeichnet. Das Gasthofgut blieb seitdem im Besitz der Familie Laubichler bzw. ab 1926 der angeheirateten Familie Anselmi. Der heutige Eigentümer ist die Republik Österreich.

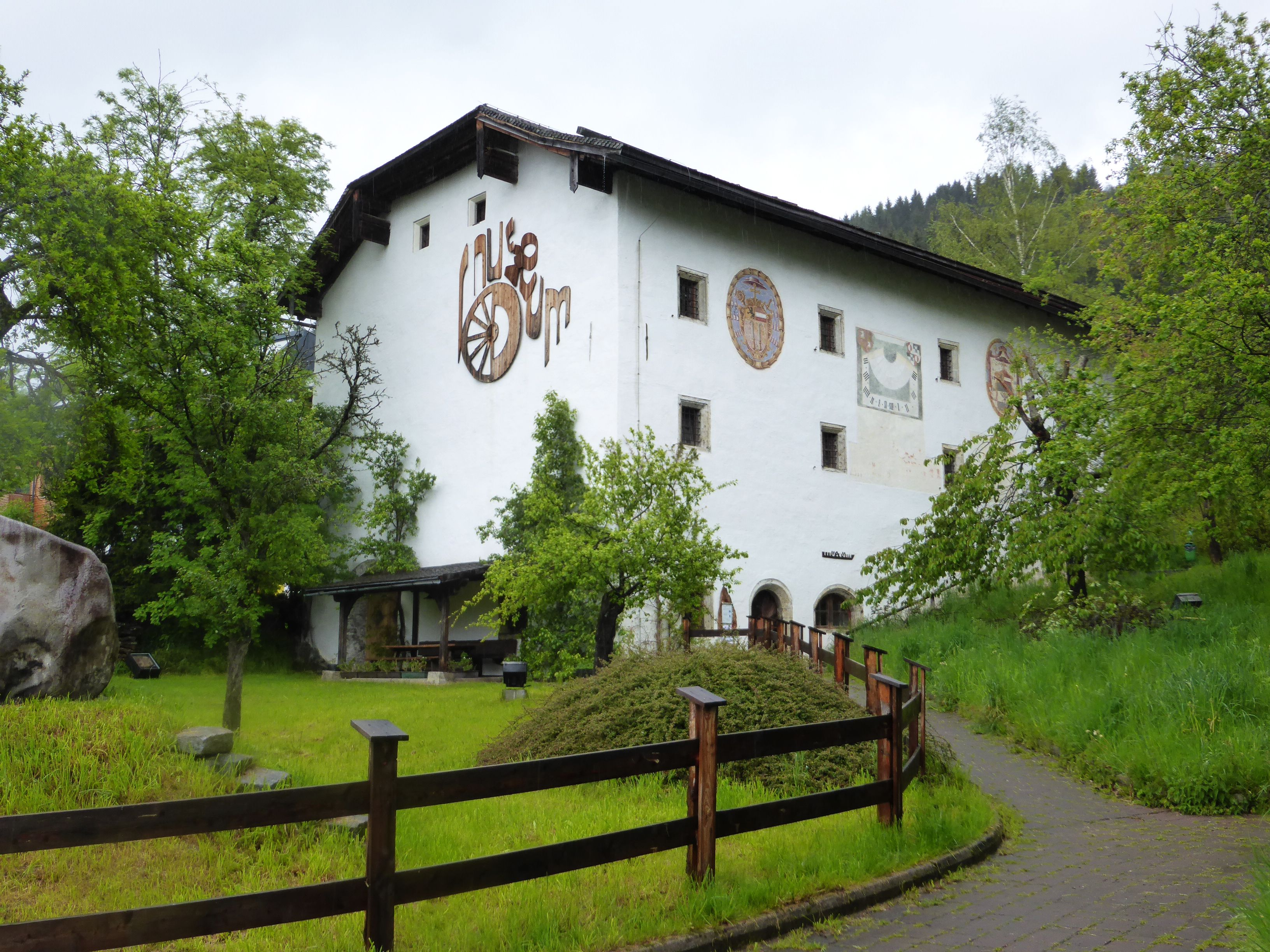
Fürstenkasten des Gasthofgutes

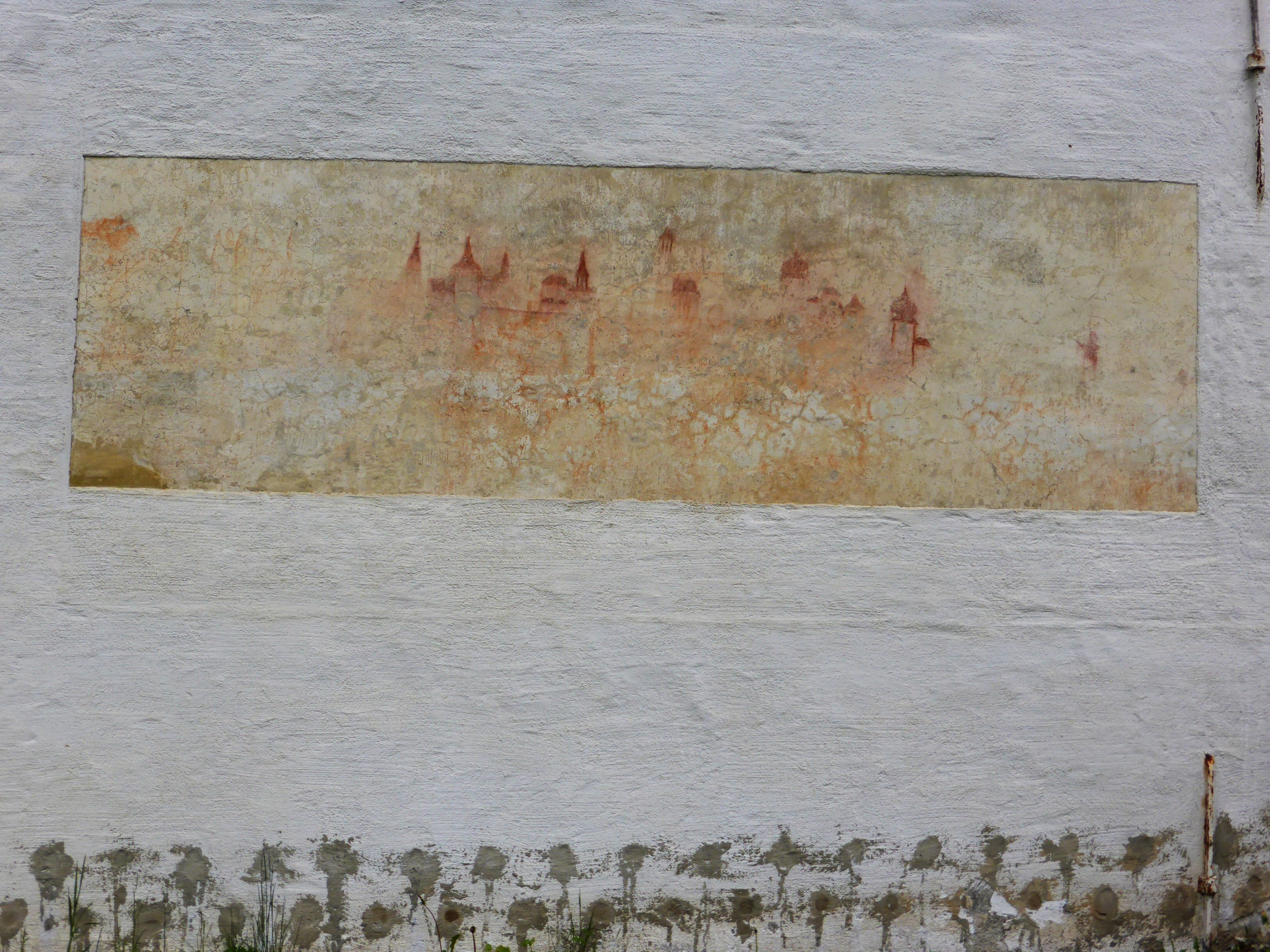
Rötelzeichnung auf dem Fürstenkasten

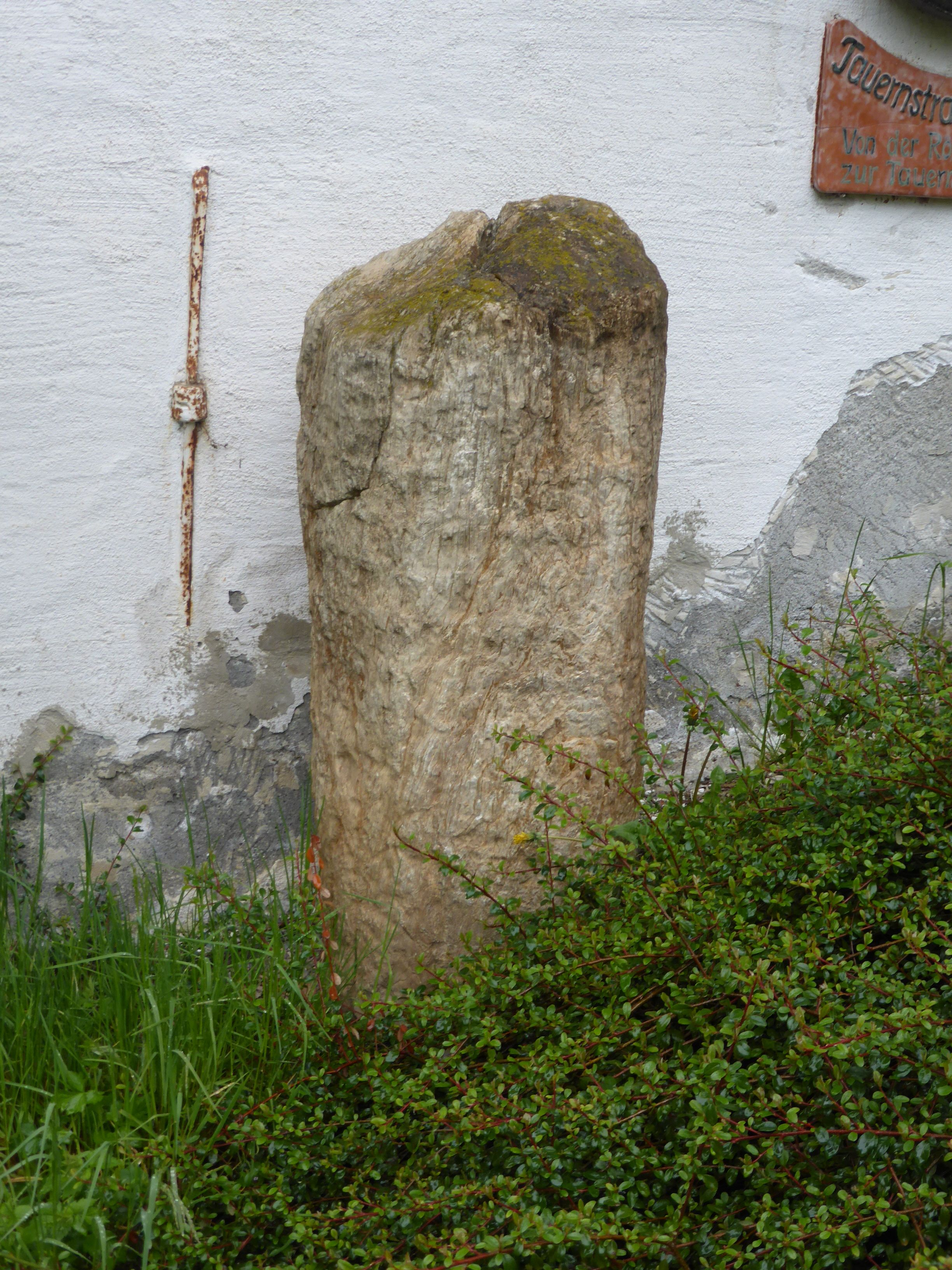
Römischer Meilenstein beim Fürstenkasten

## Gasthofgut heute
Das Anwesen liegt auf einer Hangterrasse, von der aus man zum Hochkönig und in Richtung Südosten zur Wasserscheide zwischen Fritztal und Enns blicken kann. Heute verläuft unterhalb des Anwesens die Tauern Autobahn.
Erhalten geblieben sind der eigentliche Gasthof, der gemauerte, dreigeschoßige Getreidekasten, Ställe, ein Backofen und das Bauernbad. Im 17. Jahrhundert wurde eine Hauskapelle aus Holz angebaut und später mit Kreuzgewölben ausgestattet. Die Wappenfresken am Getreidekasten zeigen die Jahreszahlen 1657 und 1772. Das Fresko einer Sonnenuhr wurde von Ott Georg Graf in Auftrag gegeben. Es enthält ein Allianzwappen mit den Wappen der Graf von Schernberg und den Kuenburgern. Aus dieser Familie stammte die Ehefrau des Ott Georg Graf. Es finden sich auch das Wappen des Erzbischofs Hieronymus Colloredo sowie eine Rötelzeichnung der Blutmännlein. An der Nordseite ist eine Ansicht von Radstadt erhalten. Die Steingewände stammen von dem Umbau um 1557. Die Holzbauten wurden im Laufe der Jahrhunderte erneuert. Im ehemaligen Getreidekasten ist das Tauernstraßenmuseum eingerichtet. Es wurde 2009 von der Gemeinde Eben erworben.
Das Gasthofgut ist heute eine Autobahnraststätte.